# Stavelseskrift
En stavelseskrift (ibland även kallat stavelsealfabet) är en uppsättning symboler som representerar stavelser, som utgör ord. En symbol i en stavelseskrift representerar typiskt en optionell konsonant följd av en vokal. I ett äkta stavelsealfabet finns det ingen systematisk grafisk likhet mellan fonetiskt besläktade tecken. Således har tecknen för "ke", "ka" och "ko" ingen likhet som indikerar deras gemensamma k-ljud. Jämför med abugida, en sorts skrift där varje grafem typiskt representerar en stavelse, men vars tecken har likheter om de har samma ljud (typiskt alterneras en gemensam konsonantbas på mer eller mindre konsekventa sätt för att representera stavelsens vokal).
Japanskan använder två stavelseskrifter: hiragana och katakana (båda utvecklade runt år 700 och gemensamt kallade kana). Deras huvudsakliga användningsområde är för grammatiska element och lånord. Eftersom japanskans stavelsestruktur till stor del är CV (konsonant + vokal) är stavelseskrift bra lämpat för språket. Ibland hörs dock argument för att hiragana och katakana skulle vara moraiska skrifter och inte stavelseskrifter, eftersom tecknen representerar mora-enheter och inte stavelser. Vid kana-skrifternas uppkomst var dock japanskan ett stavelsespråk, så benämningen är inte helt opassande.
Svenska språket, å andra sidan, tillåter mer komplexa stavelsestrukturer, vilket gör det svårt att skriva svenska ord med stavelseskrift. Eftersom varje möjlig stavelse skulle behöva ett eget tecken skulle olika tecken behövas för "hur", "hus", "hud", "huk" osv.
Andra språk som använder eller använde sig av stavelseskrift är mykensk grekiska (Linear B) och amerikanska indianspråk såsom cherokesiska. Flera språk i det forna Mellanöstern använde sig av kilskrift, som är en stavelseskrift med vissa icke-syllabiska inslag.
Indiska språk och amhariska har alfabet som ofta misstas för stavelseskrifter.